# Larsa Sulci
I Larsa Sulci sono una struttura geologica della superficie di Ganimede.